# Посольство Украины в Австрии
Посольство Украины в Австрии — дипломатическое представительство (уровня посольства) Украины в Австрийской Республике. Находится в городе Вене.

## Задачи посольства

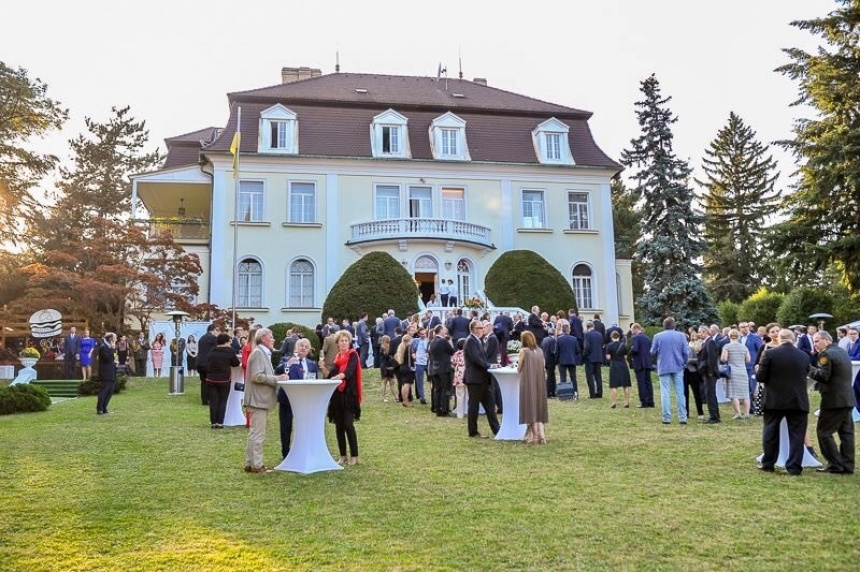
Дипломатический приём на территории посольства в честь Дня независимости Украины в 2018 году.

Основными задачами посольства Украины в Вене является представление интересов Украины в Австрии, способствование развитию политических, экономических, культурных, научных и других связей между двумя странами, а также защита права и интересов граждан и юридических лиц Украины, которые находятся на территории Австрии, поддержание культурных связей с украинской диаспорой. Посольство способствует развитию добрососедских отношений между Украиной и Австрийской Республикой на всех уровнях, с целью обеспечения гармоничного развития взаимных отношений, а также сотрудничества по вопросам, представляющим взаимный интерес. Посольство выполняет также консульские функции.
Некоторые послы в Вене выполняли также функции постоянного представителя Украины при международных организациях в Вене.

## История дипломатических отношений

Группа дипломатических работников посольства Украинской Народной Республики в Вене

Посольство Украинской Народной Республики в Австро-Венгрии с момента образования в 1918 году было одним из четырёх украинских посольств первого (высшего) ранга. В период Центральной Рады и Украинской державы дипломатические отношения с Германией и Австро-Венгрией имели ключевое значение для украинской внешней политики. Это посольство было одним из самых многочисленных среди всех украинских дипломатических миссий — в 1919 году на службе находилось 15 сотрудников посольства и 18 сотрудников пресс-бюро.
Сотрудниками посольства в разное время были общественно-политический деятель Андрей Ильич Жук (советник), искусствовед Владимир Залозецкий-Сас (чиновник), журналист Николай Троцкий (секретарь, заведующий консульским отделом), юрист И. Храпко (юрисконсульт), В. Трофимович (директор канцелярии и заведующий хозяйственным отделом), Владимир Полетика (советник), Владимир Семенов (атташе), Горобец, Хоменко (чиновники), Билиц, личный секретарь и друг Вячеслава Липинского Михаил Циприянович, Михаил Беленький (первый секретарь, казначей), Бондаренко , Крушельницкий, Гаевский, Храпко (машинистка), Станислав Ванькович (атташе), генерал Вячеслав Левицкий (военный атташе, не вступил в должность), капитан Владислав Дашкевич-Горбацкий (морской атташе). В структуре посольства было 4 отдела: консульский, паспортный, прессы, хозяйственный и канцелярия. С июня 1918 по февраль 1919 года отдел по связям с общественностью возглавлял Ян Токаржевський-Карашевич. В 1919—1920 годах Украинское прессовое бюро в Вене возглавлял А. Кущак.
1 декабря 1919 года штат посольства в Вене, как и других дипломатических представительств Украины, был сокращён до 5 человек: посол, секретарь, бухгалтер, атташе, младший чиновник. Вместе с этим на 50 % был уменьшен оклад посла, средства на наём жилья, проездные и суточные, представительские расходы. Прочим холостым сотрудникам оклады сократили на 35 %, состоящим в браке — на 15 %.
Через Вену пролегал путь украинских послов и в другие европейские страны. По этой причине здесь проводились совещания глав зарубежных представительств Украины.
Посольство ликвидировано в 1922 году. За это время послами в Австро-Венгрии, Германской Австрии и Первой Австрийской Республике побывали Андрей Иванович Яковлев, Вячеслав Казимирович Липинский и Григорий Никитович Сидоренко.
В 1985 году в Вене было открыто представительство Украинской ССР при международных организациях в Вене.
26 сентября 1991 года в Нью-Йорке министры иностранных дел Украины Анатолий Зленко и Австрии Алоис Мок подписали Протокол о консульских отношениях. 15 января 1992 года Австрия признала Украину в качестве независимого государства, а уже 24 января были установлены дипломатические отношения между двумя государствами. Австрийское консульство в Киеве было преобразовано в посольство. 3 апреля 1992 года в Вене начал работу Посольство Украины в Австрийской Республике. Австрия — единственная страна, которая не формализировала дипломатическое признание Украины, поскольку считает, что факт членства Украинской ССР в Организации объединённых наций с 1945 года ООН свидетельствует о признании Украины со стороны мирового сообщества в 1945 году.

## Послы Украины в Австрии
В списке в прямом хронологическом порядке представлены руководители дипломатического представительства Украины в Австрии.
1. Андрей Иванович Яковлев (апрель 1918 — июнь 1918) руководитель дипломатической миссии
2. Вячеслав Казимирович Липинский (1918—1919) руководитель дипломатической миссии
3. Василий Петрович Мазуренко (1919) руководитель дипломатической миссии
4. Григорий Никитович Сидоренко[укр.] (1919—1921) руководитель дипломатической миссии
5. Николай Кондратьевич Железняк (1921) руководитель дипломатической миссии
6. Юрий Михайлович Коцюбинский (1921—1922) полномочный представитель
7. Григорий Зиновьевич Беседовский (1922) поверенный в делах
8. Дмитрий Васильевич Богомолов (1922—1923) первый секретарь
9. Юрий Васильевич Костенко (6 марта 1992[12] — 28 декабря 1994[1]) посол
10. Николай Петрович Макаревич[укр.] (20 декабря 1994[2] — 23 июля 1999[13]) посол
11. Владимир Станиславович Огрызко (31 июля 1999[3] — 30 июня 2004[14]) посол
12. Юрий Владимирович Полурез (2004—2005) временный поверенный
13. Владимир Юрьевич Ельченко (20 апреля 2005[4] — 28 декабря 2006[15]) посол
14. Вадим Валентинович Костюк (январь 2007 — сентябрь 2008) временный поверенный в делах
15. Евгений Николаевич Чернобривко[укр.] (2 июля 2008[16] — 12 мая 2010[17]) посол
16. Василий Петрович Кирилич (май—июнь 2010) временный поверенный в делах
17. Андрей Викторович Березний[укр.] (31 мая 2010[18] — 5 марта 2014[19]) посол
18. Александр Васильевич Щерба (17 ноября 2014[20] — 28 апреля 2021[21]) посол
19. Василий Васильевич Химинец (с 30 апреля 2021[22]) посол